# Chant Down Babylon

Chant Down Babylon est un projet de remix de Stephen Marley qui combine la voix originale de Bob Marley avec d'autres artistes, surtout issus du milieu hip-hop américain, le but étant d'ouvrir Bob à un nouveau public.
Le CD est sorti le 16 novembre 1999[réf. souhaitée].
Des versions promotionnelles du CD sont sorties sous le titre A Rebel's Dream, avec un morceau qui n'apparaît pas sur le CD définitif : Sun Is Shining featuring Fatboy Slim.

## Titre
1. No More Trouble avec Erykah Badu
2. Rebel Music avec Krayzie Bone
3. Johnny Was avec Guru
4. Concrete Jungle avec Rakim
5. Rastaman Chant avec Busta Rhymes et Flipmode Squad
6. Guiltiness avec Lost Boyz et participation de Mr. Cheeks
7. Turn Your Lights Down Low avec Lauryn Hill
8. Jammin' avec MC Lyte
9. Kinky Reggae avec The Marley Brothers et The Ghetto Youths Crew
10. Roots, Rock, Reggae avec Steven Tyler et Joe Perry
11. Survival alias Black Survivors avec Chuck D
12. Burnin' and Lootin' avec The Roots et participation de Black Thought